# Стадион Едукејшн сити
Стадион Едукејшн сити (арап. استاد المدينة التعليمية) је фудбалски стадион који се налази у Ал Рајану у Катару и изграђен је као место одржавања Светског првенства у фудбалу 2022. које се одржава у Катару. Стадион се налази у оквиру неколико универзитетских кампуса у Едукејшн ситију Катарске фондације. Након Светског првенства у фудбалу, стадион ће задржати 25.000 места за универзитетске атлетске тимове. Дана 3. септембра 2020., стадион је био домаћин прве званичне утакмице, одигране у сезони катарске лиге звезда 2020–21.

## Конструкција
Стадион се налази на периферији главног града Дохе и има капацитет од 40.000 места. Добио је надимак „Дијамант у пустињи“. Са 20 одсто грађевинских материјала који су идентификовани као зелени, стадион је међу еколошки најодрживијим стадионима на свету. У мају 2019. Градски стадион за образовање добио је ГСАС оцену од пет звездица.
Извођач радова је ЈПАЦ ЈВ, који је именовао Pattern Design за главног архитекту дизајна, а <i>Биро Хаполд</i> за инжењерски дизајн. Као и други стадиони изграђени за потребе Светског првенства у фудбалу 2022. године, и Амнести интернешенел је критиковао због услова рада за раднике мигранте.
Међутим, 15. марта 2022, председник ФИФА се састао са катарским министром рада, др Алијем бин Самиком Ал Маријем у Дохи и разговарао о реформама рада које се одвијају у земљи.

### ФИФА Светско првенство у Катару
Стадион јесте је један од осам стадиона који су преуређени за ФИФА Светско првенство у Катару 2022. Изградња стадиона је завршена у јуну 2020. године, чиме је постао трећи стадион Светског првенства који је завршен.

## Историја
Дана 30. септембра 2019. године, ФИФА је прогласила стадион за домаћина утакмице за треће место и финала ФИФА Светског клупског првенства 2019, а турнир ће се одржати у Катару. Стадион би такође био домаћин прве утакмице Ливерпула у полуфиналу, али је 7. децембра 2019. званично отварање стадиона одложено за почетак 2020. Тако су финале и меч за треће место пребачени на Међународни стадион Халифа у Дохи.
Светско клупско првенство у фудбалу 2020. поново је одржано у Катару. Стадион едукејшн сити био је једно од места одржавања утакмица. Једна утакмица другог кола, једна полуфинална утакмица, утакмица за треће место и финале између Бајерна из Минхена и УАНЛ -а одиграли су се на стадиону. Године 2020. стадион је био домаћин утакмица Источне и Западне зоне АФК Лиге шампиона 2020.
Стадион је био домаћин пет утакмица током ФИФА Арапског купа 2021.
Као и други стадиони изграђени за Светско првенство у фудбалу 2022. године, стадион је био предмет контроверзи због третмана и статуса радника миграната запослених на градилиштима. У извештају, Амнести интернешенел критикује Катар јер није успео да истражи, исправи и спречи смрт радника миграната.
Шеф Међународне конфедерације синдиката је 5. октобра 2022. године изјавио да се Катар значајно променио у погледу начина на који поступа са страним запосленима и да је сада квалификован да буде домаћин Светског првенства 2022. Катар је у прошлости добио салву критика због свог искуства о томе како се понаша према страним радницима пре почетка међународног такмичења 20. новембра.

## Недавни резултати турнира

### ФИФА арапски куп 2021
| Датум             | време (КСТ) | Тим #1            | Резултат | Тим #2            | Рунда        |
| ----------------- | ----------- | ----------------- | -------- | ----------------- | ------------ |
| 1. децембар 2021  |             | Саудијска Арабија | 0–1      | Јордан            | Група Ц      |
| 3. децембар 2021  |             | Оман              | 1–2      | Катар             | Група А      |
| 4. децембар 2021  |             | Палестина         | 1–1      | Саудијска Арабија | Група Ц      |
| 7. децембар 2021  |             | Либан             | 1–0      | Судан             | Група Д      |
| 10. децембар 2021 |             | Тунис             | 5–0      | Оман              | Четвртфинала |

### Светско првенство у фудбалу 2022
| Датум             | време | Тим бр.1     | Резултат       | Тим бр.2          | Рунда         |
| ----------------- | ----- | ------------ | -------------- | ----------------- | ------------- |
| 22. новембар 2022 | 16:00 | Данска       | 0–0            | Тунис             | Група Д       |
| 24. новембар 2022 | 16:00 | Уругвај      | 0–0            | Јужна Кореја      | Група Х       |
| 26. новембар 2022 | 16:00 | Пољска       | 2–0            | Саудијска Арабија | Група Ц       |
| 28. новембар 2022 | 16:00 | Јужна Кореја | 2–3            | Гана              | Група Х       |
| 30. новембар 2022 | 18:00 | Тунис        | 1–0            | Француска         | Група Д       |
| 2. децембар 2022  | 18:00 | Јужна Кореја | 2–1            | Португалија       | Група Х       |
| 6. децембар 2022  | 18:00 | Мароко       | 0–0 (3–0 пен.) | Шпанија           | Осмина финала |
| 9. децембар 2022  | 18:00 | Хрватска     | 1–1 (4–2 пен.) | Бразил            | Четвртфинале  |